# Haramsøya
Haramsøya är en ö i Harams kommun i Møre og Romsdal fylke på Norges västkust . Öns area är 13,3 kvadratkilometer och dess största längd sju kilometer. Största tätort är Austnes med 381 invånare, hela ön har 571 invånare (1 januari 2016).
Ön har färjförbindelse från Austnes till fastlandet  och väg över Ullasundsbron till Flemsøya i nordost.

## Etymologi
Namnet Haram kommer från en gård på södra ön som hette Harhamarr, där ”har” betyder vid brant bergsida och den senare del gett namn till kommunen.

## Historia
Arkeologiska utgrävningar har visat på boplatslämningar från stenåldern och bronsåldern. På Ålesunds museum finns en 2000 år gammal dödskalle, som hittades i en grotta på Haramsøy på 1920-talet. Människor vid den tiden levde på fiske och fångst och man har funnit fiskeredskap av ben i gravar. På öarna i ytterskärgården har man funnit många gravminnen, från stora högar till hela gravfält. På Haramsøy har man lokaliserat 13 gravfält med tillsammans 167 gravar.

### Haramsskatten
År 1968 grävde man för en septiktank vid Arnfinngarden nära kusten på sydvästra Haramsøya. Man stötte på en stor stenhäll och under den fanns en barngrav som kunde dateras till äldre stenålder. Skelettet hade lagts i ett björnskinn tillsammans med gravgåvor, bland annat ett stort bronsfat, en armring, tre ringar och en medaljong i guld. Medaljongen avbildade kejsar Constantius II och kejsar Valens. Detta visade sig vara det största guldfyndet i Nordeuropa från 300-talet.

### Vikingatid och första skriftliga källan
Den första skriftliga källan om Haramsøya återfinns i den isländska sagan Grette Asmundssons saga nedtecknad på 1300-talet. Handlingen utspelar sig under vikingatiden. I kapitel 18-20 beskrivs hur Grette strandar på en ö på Sunnmørekusten. Hövdingen på ön Háramarsey (isländska) heter Thorfinn och Grette kommer till mannen Audun som bor i Vindheim, det gamla namnet för tätorten Austnes.

### Andra världskriget
Under andra världskriget blev Haramsøya utsatt för flera flygandrepp. I oktober 1944 bombade de allierade Ulla fyr.
Den 10 januari 1945 anföll engelska Bayfighterflyg två minsvepare vid Harams vågbrytare.